# Spittal an der Drau
Spittal an der Drau es un municipio austríaco situado en Carintia. Es la capital del distrito homónimo de Spittal an der Drau.

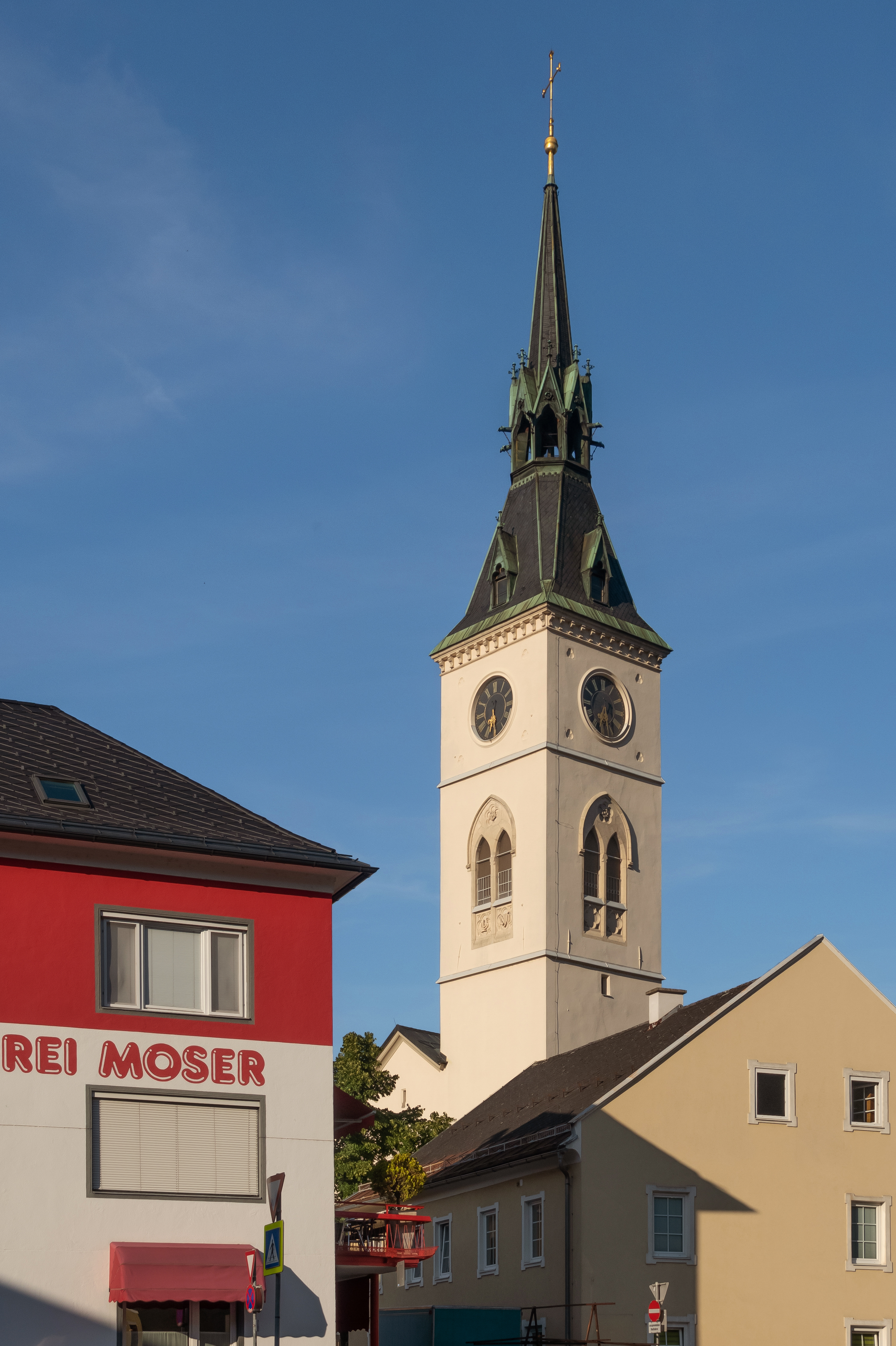
Spittal an der Drau, el torre de la iglesia (Pfarrkirche Maria Verkündigung)

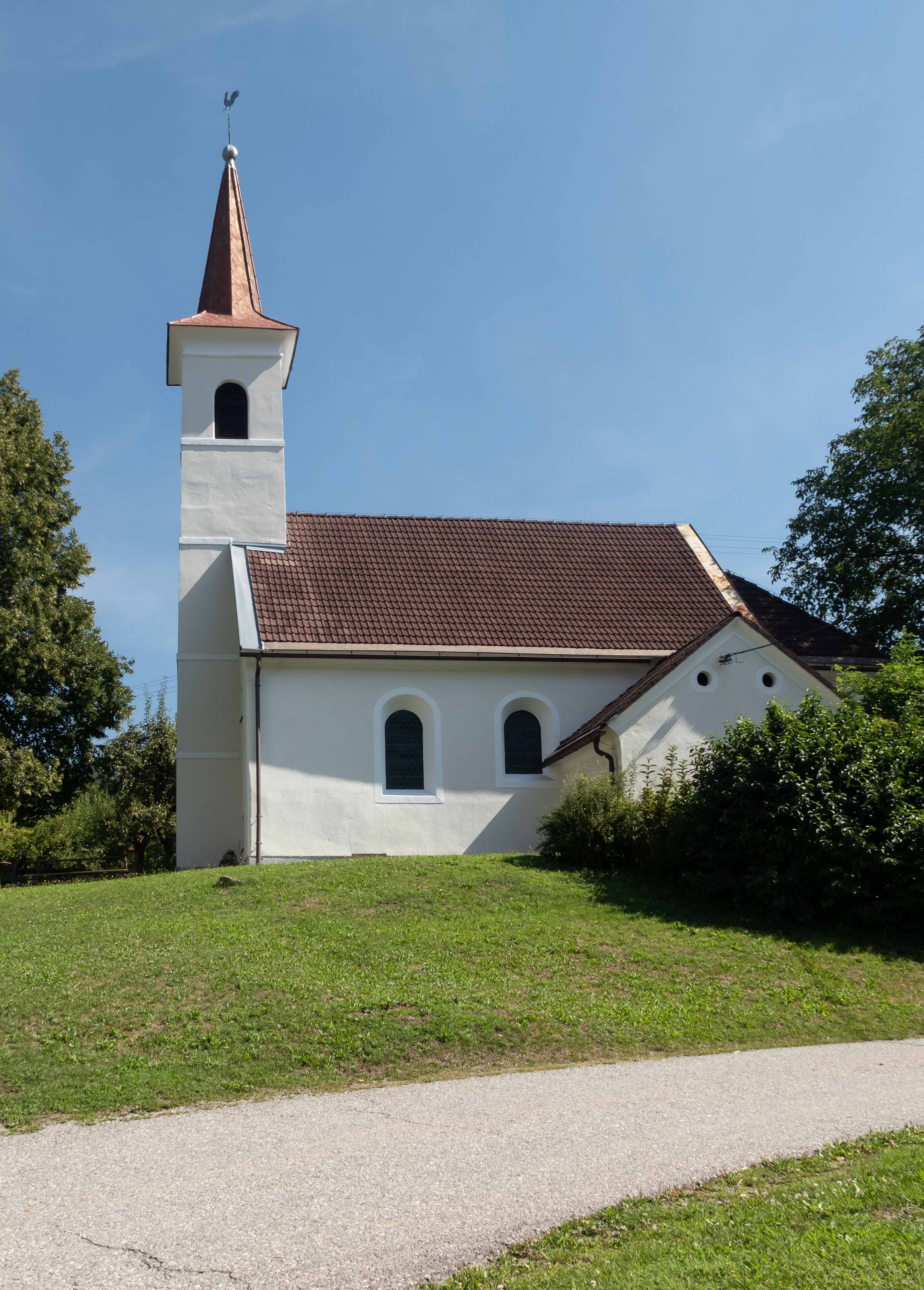
Sankt Peter, la iglesia: Filialkirche Sankt Peter unter Spittal